# Cablare structurată
Cablarea structurată reprezintă un set de standarde ce determină modalitatea de instalare a cablurilor ce întră în componența rețelelor de date sau voce din centre de calcul, birouri sau clădiri. Aceste standarde determină modul de cablare în formație 'stea', în care toate prizele de date sunt conectate la un patch panel central (montat, de obicei, într-un rack de 19 țoli), de unde poate fi determinat exact modul în care vor fi utilizate aceste conexiuni. Fiecare priză poate fi legată (prin intermediul patch-panel-ului) la un comutator de rețea (switch) montat în același rack, sau la un patch panel cu rol de bridge către un sistem telefonic PBX, realizându-se astfel conexiunea la un port de voce.

## Standarde
Standardele în domeniul cablării structurate includ:
- EN 50173: Information technology - Generic cabling systems (Tehnologia informației - Sisteme generice de cablare)
- EN 50174: Information technology - Cabling installation (Tehnologia informației - Instalarea cablurilor)
- ISO/IEC 11801: Generic Customer Premises Cabling (Cablarea generică a imobilului clientului)
- ANSI/TIA/EIA 568-B: Commercial Building Telecommunications Wiring Standard (Standardul privind cablarea pentru telecomunicații în clădirile comerciale); acest standard include 3 părți (Cerințe generale; Cablu de cupru; Fibră optică) și este o revizuire ce include standardul original TIA/EIA-568-A și actualizările ulterioare;
- ANSI/TIA/EIA-569: Commercial Building Standard for Telecommunications Pathways and Spaces (Standardul privind căile și spațiile folosite în telecomunicații în clădirile comerciale);
- ANSI/TIA/EIA 570: Residential and Light Commercial Telecommunications Wiring Standard (Standardul privind cablarea pentru telecomunicații comerciale de complexitate redusă și rezidențiale);
- ANSI/TIA/EIA-606: Building Infrastructure Administration Standard (Standardul privind administrarea infrastructurii clădirilor);
- ANSI/TIA/EIA-607: Grounding and Bonding Requirements (Cerințe privind împământarea și legarea).

Curentul actual urmărește evoluarea standardelor în vederea furnizării de suport pentru rețele de mare viteză (Gigabit Ethernet) și definirii tipurilor de cabluri și dispozitive de conectare Cat.6 și Cat.7 (vezi cablu twisted pair).
Standardele în domeniu cer ca toți cei opt conductori din cablul twisted pair să fie conectați, fără a 'dubla' o conexiune și fără a folosi același cablu atât pentru date cât și pentru voce. Această cerință, deși implică unele costuri suplimentare, a fost introdusă, printre altele, în vederea furnizării suportului pentru invenții mai recente, precum Power over Ethernet (PoE), ce utilizează conectorii maro (până acum nefolosiți).

## Subsisteme
Cablarea structurată are în componență următoarele subsisteme:
- Instalația de intrare - reprezintă interfața clădirii cu lumea exterioară.
- Camerele de echipament - găzduiesc echipamentul utilizat de persoanele din clădire.
- Dulapul de telecomunicații - conține echipamentele de date și telecomunicații ce conectează subsistemele de cablare orizontală la backbone.
- Backbone-ul - transportă semnalul între instalațiile de intrare, camerele de echipament și dulapurile de telecomunicații.
- Cablarea orizontală - reprezintă cablurile de la camerele de telecomunicații la prizele individuale (de pe același etaj).
- Componentele zonei de lucru - conectează echipamentul utilizatorului final la prizele subsistemului de cablare orizontală.